# Campanha Ouro para o bem do Brasil
A campanha Ouro para o bem do Brasil foi uma iniciativa para arrecadação de ouro e de dinheiro, iniciada pelos Diários Associados, logo após o golpe militar de 1964, por meio da qual a população brasileira podia doar seus recursos, com o objetivo de ajudar o país a arcar com sua dívida externa, equilibrando, assim, as finanças do Estado brasileiro, atenuando os efeitos da inflação e valorizando a moeda nacional.

## A Campanha
Elaborada pelo grupo jornalístico Diários Associados, tendo como principal nome o do jornalista Edmundo Monteiro, a campanha teve início em São Paulo no dia 13 de maio de 1964, data essa escolhida para coincidir com a comemoração da Lei Áurea. Na capital paulista, o local destinado para a arrecadação era a sede dos Diários Associados. A chamada para a campanha nos órgãos de imprensa dos organizadores assim anunciava: 
A Campanha “Ouro para o Bem do Brasil” será uma contribuição patriótica do povo brasileiro em todos os quadrantes da nossa amada Pátria para o Tesouro Nacional, objetivando o fortalecimento do lastro-ouro e maior valorização da nossa moeda. Com este gesto de amor ao Brasil, estará o povo brasileiro contribuindo, com o pouco que seja, para atenuar o impacto inflacionário alistando-se, igualmente na Legião da Democracia para fazer com que a revolução atinja os seus altos objetivos. Conclamamos a todos os patriotas e democratas a comparecerem no dia 13, as 18 horas, na rua Sete de Abril, 230[...] ocasião em que serão recebidas as contribuições dos homens e mulheres democratas de nossa terra, contribuições que serão feitas com a entrega das suas alianças ou quaisquer outros objetos em ouro, recebendo os doadores a aliança ou anel-símbolo.
 Havia três cofres no local para receber as doações. Um destinado ao dinheiro em espécie, outro para cheques e o terceiro para os objetos de ouro. Esse último, por sua vez, estava ligado a balanças para que a população pudesse ver a quantidade de ouro já recebida. No estado paulista, os doadores podiam entregar suas alianças de casamento de ouro e, em troca, receber uma aliança símbolo de latão com os dizeres Dei ouro para o bem do Brasil. Segundo os números oficiais, foram entregues quase dois milhões de anéis símbolo.
Com as presenças do presidente do Senado Federal, o senador Auro de Moura Andrade, a campanha teve início. Foi dele a primeira doação, uma aliança. Após entregar sua oferta, recebeu ele dos organizadores as chaves e os segredos dos cofres para que fossem entregues ao presidente Castelo Branco. Após as cerimônias de início, a população pôde entregar seus recursos.
Apesar de ter início na capital paulista, nas semanas seguintes, muitas outras cidades brasileiras aderiram à campanha.

Em São Paulo, a campanha perdurou até o dia 9 de julho. No estado paulista, as arrecadações das cidades do interior eram todas transportadas até a capital, fato esse que fez com que o número de cofres aumentasse para quarenta e um. Na data de encerramento uma grande celebração foi programada. Carretas transportando os cofres saíram da sede dos Associados e em comitiva se dirigiram até o porto de Santos, onde foram embarcadas no Cruzador Tamandaré com destino à Casa da Moeda no Rio de Janeiro.
Edmundo Monteiro, em discurso, afirmou que fora a campanha que mostrou que o povo paulista é dotado de um coração de ouro. Duas horas depois, foram, então, os cofres retirados da sede dos Associados, sendo levados às carretas do exército. Uma grandiosa chuva de papéis picados fora vista, provenientes dos prédios da região. As 16:00 horas, a comitiva então, circulou pela cidade, passando pela praça Dom José Gaspar seguindo a rua São Luis, Praça da República, Barão de Itapetininga, atravessou o Viaduto do Chá e, entrando pela ladeira Dr. Falcão Filho, alcançou o Vale do Anhangabaú. Ficaram os veículos sob o Viaduto do Chá, com as carretas e os cofres guardadas por forte dispositivo militar. As 9 horas do dia seguinte, as carretas e os demais veículos seguiram em comboio rumo ao litoral, à cidade de Santos. Encabeçando a comitiva, descendo a Serra de Santos, caminhões Scania puxavam as carretas com os cofres. No caminho se juntaram com as entidades femininas santistas que haviam colaborado com a campanha. Ao chegar a Santos, os cofres – 41 no total – foram levados a bordo do cruzador da marinha brasileira “Tamandaré”, que, junto com o contra torpedeiro “Araguaia”, o submarino “Rio Grande do Sul” e a corveta “Imperial Marinheiro”, mais três helicópteros de grande porte, seriam a segurança dos recursos. Foi programado um grandioso show, com bandas do Exército e das Policias Públicas, concertos e bailados para todos que lá estavam acompanhando. No dia seguinte, dia 12 (um domingo), os recursos da redenção seguiram para seu destino final: A Casa da Moeda no Rio de Janeiro. Antes ainda, foi preferida uma missa no mar, a bordo do cruzador “Tamandaré”. Outras embarcações menores, de pesca ou rebocadores se juntaram ao Cruzador. Enquanto a esquadra improvisada se reunia, helicópteros jogaram pétalas de rosas sobre o navio de guerra. As 13:00, a esquadra militar partiu em direção à cidade do Rio de Janeiro. Ao chegar em terras fluminenses os cofres foram desembarcados e levados à Casa da Moeda.
O montante arrecadado no estado de São Paulo foi de 1200 quilos de ouro e um pouco mais de dois bilhões de cruzeiros. O valor somado em todo o país não foi divulgado.
Após a entrega dos recursos no Rio de Janeiro, a campanha no estado paulista chegava ao fim. Em outros estados,a campanha ainda não havia terminado. Em Manaus, por exemplo, a campanha teve início apenas no dia 10 de agosto, tendo arrecadado um pouco mais de seis milhões de cruzeiros na cidade.

## As dúvidas sobre o destino dos recursos
Nas décadas seguintes à realização da campanha, começaram a surgir dúvidas sobre o verdadeiro destino dos recursos. Ao longo da década de 1960, o dinheiro arrecadado ia sendo prometido para vários fins. Em 1964 , seria destinado a compra de equipamentos para a Santa Casa de Misericórdia no Rio de Janeiro. No ano seguinte, o Ministro da Saúde, Raimundo de Brito, afirmou que os 5 bilhões de cruzeiros arrecadados seriam destinados para pesquisas de cura do câncer e da lepra. Em 1966, o Ministro da Fazenda, Gouveia Bulhões, afirmou que 2 bilhões e 106 milhões dos recursos haviam sido destacados para a aquisição de obrigações da Estrada de Ferro S. Paulo-Rio Grande e E.P. Vitória-Minas. Em 1967, o então presidente Costa e Silva afirmou que determinaria estudos para decidir sobre o emprego dos recursos.
Já na década de 1980, Ruy Gouveia (PB) foi denunciado na Lei de Segurança Nacional por afirmar, entre outras coisas, que o então Ministro Delfim Neto havia usurpado todo o ouro doado em 1964.